# Melanophryniscus orejasmirandai
Melanophryniscus orejasmirandai é uma espécie de anfíbio anuro da família Bufonidae. É considerada espécie vulnerável pela Lista Vermelha do UICN. É endémica do Uruguai. Em 2012, foi considerado sinónimo de Melanophryniscus pachyrhynus.